# Skrattuggla
Skrattuggla (Ninox albifacies) är en utdöd fågel i familjen ugglor inom ordningen ugglefåglar.

## Utbredning och systematik
Fågeln var endemisk för Nya Zeeland. Det fanns två underarter, albifacies (nominatunderarten) som förekom på Sydön och Stewart Island och rufifacies som förekom på Nordön. Det sista insamlade exemplaret av underarten rufifacies är från 1889 och de sista rapporterna från 1930-talet. Underarten albifacies överlevde längre, samlades in senast 1914 och sågs senast på 1960-talet. 

### Släktestillhörighet
Skrattugglan placeras traditionellt som enda art i släktet Sceloglaux. Resultat från genetiska studier visar dock att den är en del av spökugglorna i Ninox och har därför flyttats dit.

## Utdödende
Orsaken till dess utdöende var möjligen förändrade levnadsmiljöer, när ursprungliga miljöer omvandlades till betesmarker och brändes, samt predation från införda däggdjur. IUCN kategoriserar arten som utdöd.

## Bilder

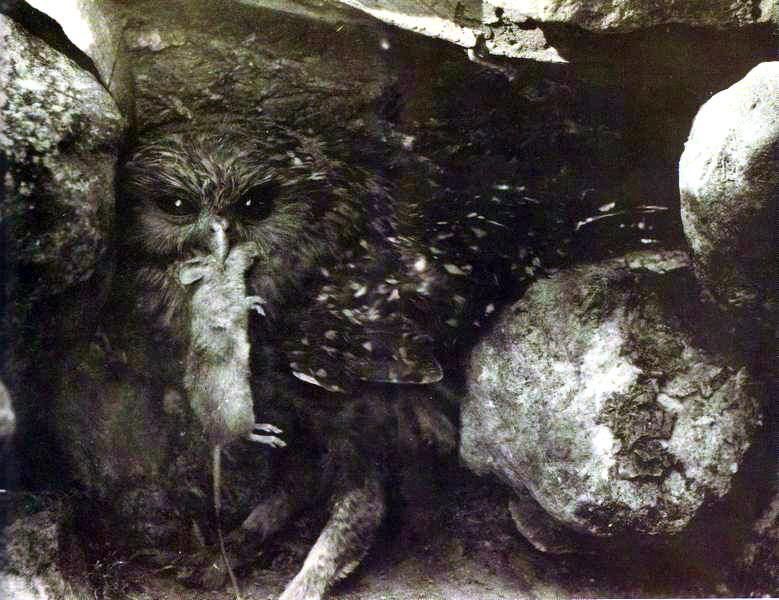
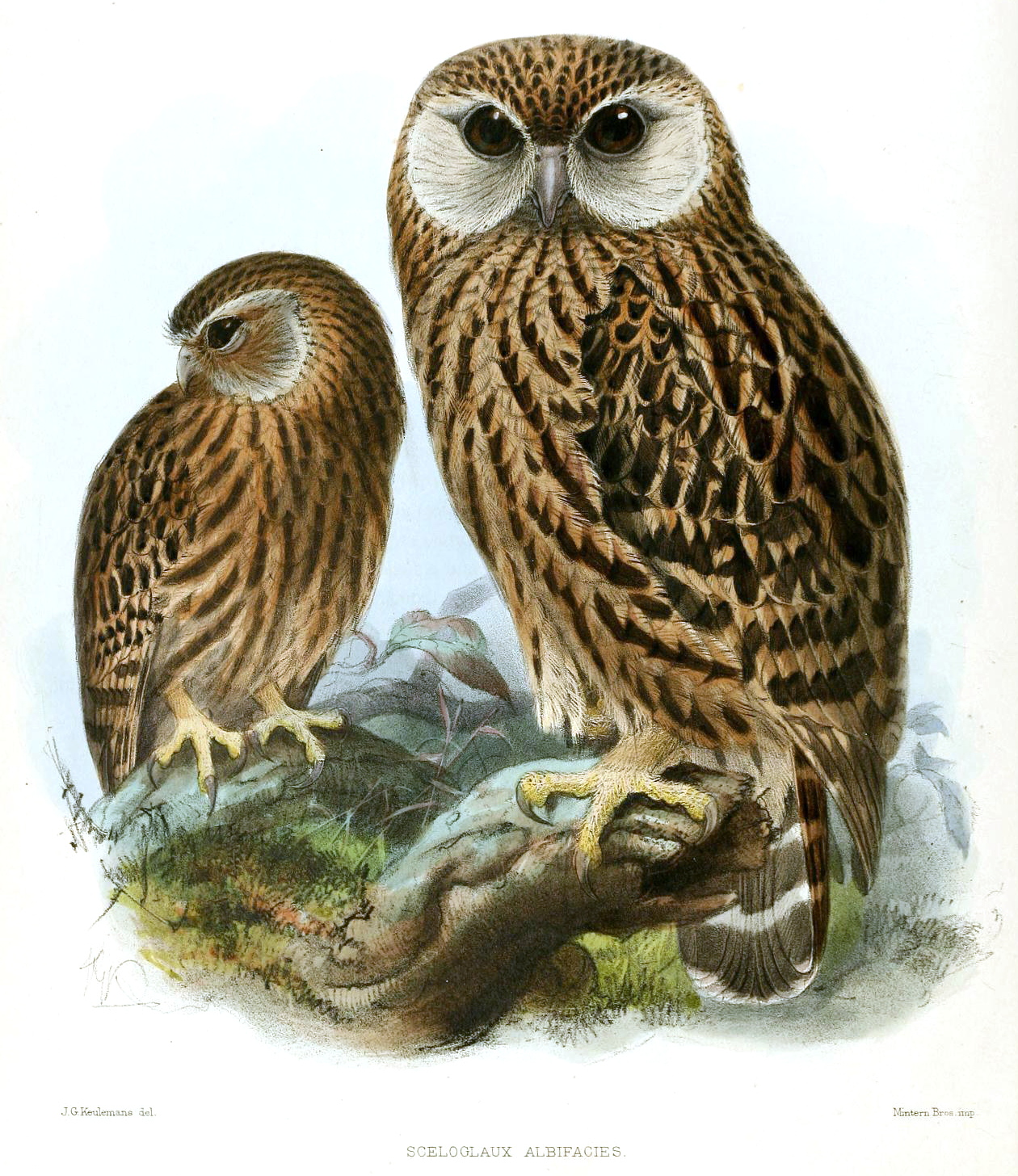